# 왕쉬 (레슬링 선수)
왕쉬(중국어: 王旭, 병음: Wáng Xù, 한자음: 왕욱, 1985년 9월 27일~)는 중화인민공화국의 레슬링 선수이다. 아테네에서 열린 2004년 하계 올림픽에서 여자 자유형 헤비급 금메달을 획득했다.